# منطقه شکارممنوع

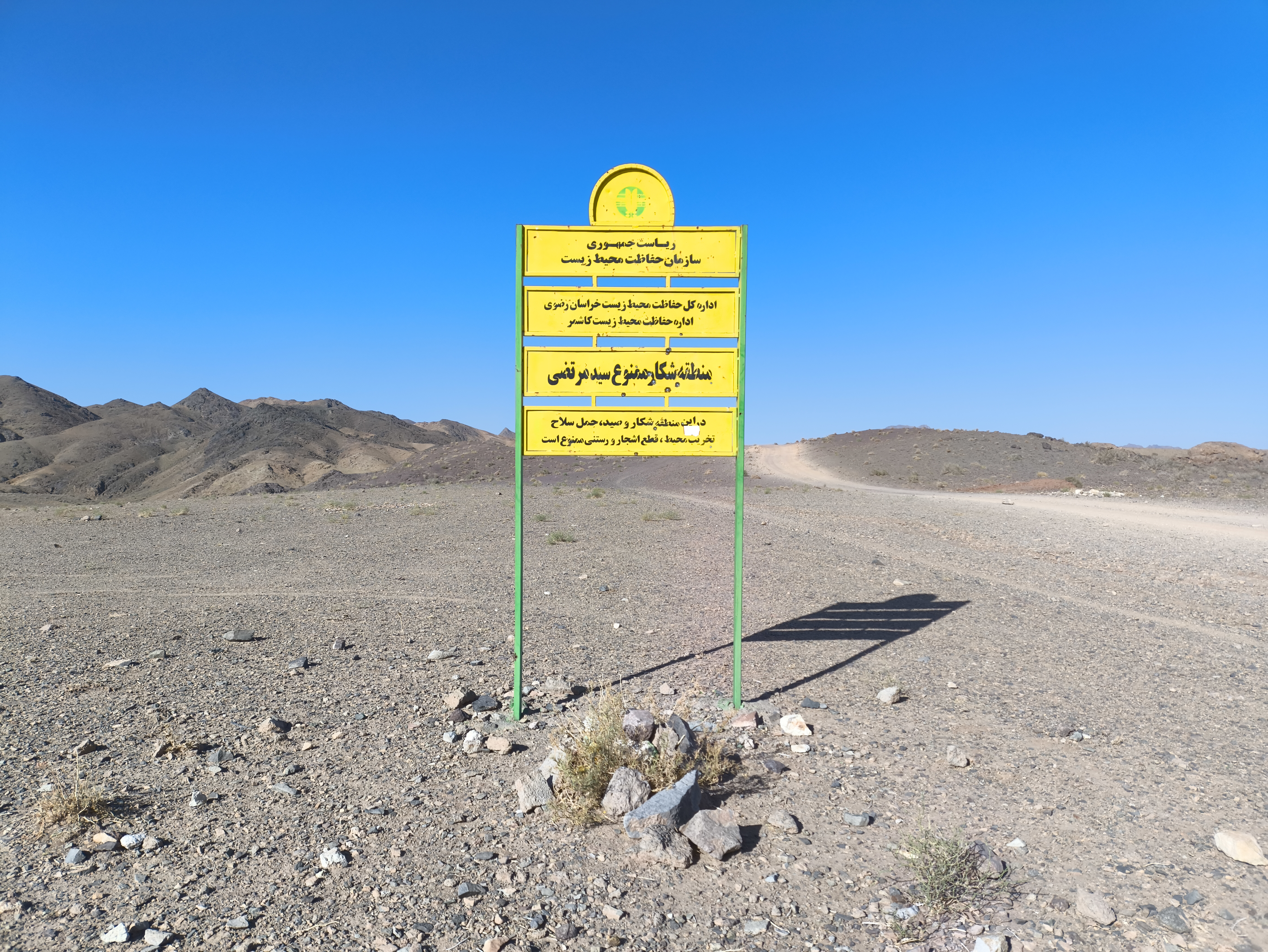
منطقه شکارممنوع سید مرتضی

منطقه شکارممنوع زیستگاه‌هایی با ویژگی‌های بارز است که جمعیت جانوری آن‌ها به دلیل شکار بی‌رویه رو به کاهش است و از این رو به حمایت نیاز دارند، برای مدتی محدود و به‌طور معمول ۳ تا ۵ سال، شکار ممنوع می‌شود. چنانچه جمعیت جانوری منطقه‌ای در این دوره ترمیم شود، می‌توان آن را با توجه به سایر معیارها، به عنوان یکی از مناطق چهارگانه تحت مدیریت سازمان حفاظت محیط زیست ایران تعیین کرد. راهکار تعیین مناطق شکار ممنوع را می‌توان پشتوانه‌ای برای حفاظت از ذخایر طبیعی کشور و نوع آزمون برای بررسی قابلیت‌های مناطق، برای پیوستن به مجموعه مناطق حفاظت شده دانست.

## فهرست مناطق شکارممنوع ایران
توسط سازمان حفاظت محیط زیست ایران ۱۵۳ منطقه شکارممنوع زیر به تفکیک استان معرفی شده است:
آذربایجان شرقی:
قره قشلاق،
سهند،
میشوداغ،
یکانات،
دریاچه قوریگل،
کاغذ کنان
آذربایجان غربی:
آغ گل،
گرده قیط و میمند،
تالاب کانی برازان،
زر آباد،
دره شهیدان،
بیان،
تالاب حسنلو،
دشت سوتاو،
دشت سه کانیان
اردبیل:
تالاب شورابیل،
گندیمن،
دربند مشکول
اصفهان:
حنا،
قمیشلو،
کهیاز،
قمصرکاشان،
دالانکوه و دریاچه آب شیرین،
زاگرس مرکزی،
عباس‌آباد تنگلها،
سد زاینده رود،
خارو
ایلام:
بیجار وتالاب چکر-
کولک-
بوشهر:
کوه مند
تهران:
رودبار الموت-
سد لتیان-
فیروزکوه-
گاوده-
کوه سفید
چهار محال و بختیاری:
تالاب چغاخور-
شمس‌آباد
خراسان جنوبی:
درح-
تالاب کجی نمکزار-
لشگرگاه-
جیک و زیدر-
شاسکوه و دشت اسفدن
خراسان رضوی:
هنگام-
بزمای-
سید مرتضی
خراسان شمالی:
منطقه شکار ممنوع مرزی (میسینیو)-
درکش و هاور-
باغی-
تخت ایران (بهکده رضوی)-
شاه جهان-
سالوک
خوزستان:
دیمه-
قلعه شاداب-
بدیل-
شو ولندر-
میشوداغ-
چهل پا
زنجان:
فیله خاصه-
خراسانلو-
خرمنه سر
سمنان:
چاه شیرین-
تپال-
سفیدکوه آرسک-
خنار-
طالو شیر بند
سیستان و بلوچستان:
بزمان-
نصرت آباد بلبل آب-
مک سرخ-
پزم
فارس:
سیاه کوه ارسنجان-
بصیران-
مهارلو-
پادنای فیروز آباد-
خرمنکوه-
مزا یجان داراب-
دره باغ-
کوه گورم-
کوه درا-
کوهستان-
چاه نفت-
دالان-
مل بلند-
کوه هوا و تنگه خور-
توت سیاه-
روشن کوه
قزوین:
رودبار الموت-
طارم سفلی
قم:
پلنگ دره-
حوض سلطان-
دشت سلطان
کردستان:
زرینه اوباتو
کرمان:
گلچین-
گود غول-
شهر بابک-
کوه نودرهنگ-
انجرک ورابر-
گود چال
کرمانشاه:
هشیلان-
قراویز-
امروله و دالاخانی-
زله زرد
کهگیلویه و بویر احمد:
پادنای سمیرم-
خرم ناز
گلستان:
چلچلی-
نیاشک-
قازانقایه-
عزیز آباد-
گمیشان-
صوفیکم-
سیاه مرزکوه
گیلان:
تالاب استیل-
اشکورات علیا-
چسلی-
اژدهادبلوچ-
استخر چاف-
کله کله ناو سالم-
استخر عباس‌آباد-
دیلمان و درفک
لرستان:
رزن نور-
قالیکوه الیگودرز – تالاب‌های پل‌دختر - هشتاد پهلو خرم‌آباد- گرین الشتر – چهارشاخ نورآباد-گنجینه سرکن و بابا حبیب
مازندران:
کیاسر-
لفور-
لار-
هزار جریب-
سیاه بیشه-
فریدونکنار-
دو هزار و سه هزار-
آلاشت-
امامزاده علی هراز-
سواد کوه-
مازی بن و سی بن-
چلاو-
سیاه بیشه -
حدفاصل پلور تا روستای آب سک (ممنوعیت صید)
استان مرکزی:
بازرجان-
تالاب میقان-
زرندیه
هرمزگان:
گلزار و نیزار
همدان:
اسدآباد-
نشر-
آلموقولاغ-
ملوسان-
تالاب آقگل-
قینرجه و آق داغ-
سراب-
الوند
یزد:
مرور-
باغ شادی-
شیرکوه-
آریز بافق-
کوه عیش اعلی وکفه طاقستان ابرکوه 